# Shimoneta to Iu Gainen ga Sonzai Shinai Taikutsu na Sekai
Shimoneta to Iu Gainen ga Sonzai Shinai Taikutsu na Sekai (下ネタという概念が存在しない退屈な世界 Shimoneta - một thế giới nhàm chán không tồn tại những trò bựa ngôn), chính thức được viết tắt là Shimoseka (下セカ) tại Nhật Bản, là một bộ light novel do Akagi Hirotaka viết và Shimotsuki Eito vẽ minh họa. Shogakukan đã xuất bản được chín tập kể từ tháng 7 năm 2012 dưới ấn hiệu Gagaga Bunko của họ. Một bộ manga chuyển thể mang tựa đề Shimoneta to Iu Gainen ga Sonzai Shinai Taikutsu na Sekai: Man**-hen (下ネタという概念が存在しない退屈な世界 マン●篇) do N' Yuzuki vẽ bắt đầu được đăng nhiều kỳ trong tạp chí shōnen manga Monthly Comic Blade của Mag Garden kể từ tháng 5 năm 2014. Một bản chuyển thể anime dài tập do hãng J.C.Staff thực hiện đã bắt đầu phát sóng vào tháng 7 năm 2015. Shimoneta (下ネタ) là một từ tiếng Nhật hàm ý "bựa ngôn" hay "trò đùa tục tĩu", "đề tài khiêu dâm".

## Cốt truyện
Câu chuyện đặt trong bối cảnh 16 năm sau khi chương trình "Những khuôn khổ và luật lệ cho cộng đồng để nuôi dạy một thế hệ tương lại tươi sáng" (gọi tắt là PM) được chính phủ Nhật Bản ban ra nhằm ngăn chặn những ngôn từ, hành động "đen tối" hay quảng bá văn hóa phẩm "đồi trụy" trên toàn lãnh thổ quốc gia, đồng thời mỗi công dân đều bắt buộc mang theo một máy phát hiện những ngôn từ thô tục di động. Nhân vật chính Okuma Tanukichi nhập học vào trường Tokioka được đánh giá là đi đầu về những luật lệ và khuôn khổ này, và ngay sau đó cậu đã được thủ lĩnh của 'Tổ chức chống lại xã hội' (SOX), Kajō Ayame mời vào. Bị Ayame cưỡng ép tham gia vào hội, Tanukichi không ngờ rằng mình phải làm những trò tục tĩu nhằm khủng bố tinh thần nữ hội trưởng hội học sinh đầy danh giá Anna (nàng cũng là người mà Tanukichi thầm thương trộm nhớ bấy lâu nay).

## Nhân vật
Okuma Tanukichi (奥間 狸吉 Áo Gian Ly Cát)
Lồng tiếng bởi: Kobayashi Yūsuke
Kajō Ayame (華城 綾女 Hoa Thành Lăng Nữ) Tuyết Xanh (雪原の青 Setsugen no Ao, lit. "Thanh Tuyết Nguyên")
Lồng tiếng bởi: Ishigami Shizuka
Saotome Otome (早乙女 乙女 Tảo Ất Nữ Ất Nữ)
Lồng tiếng bởi: Arai Satomi
Onigashira Kosuri (鬼頭 鼓修理 Quỷ Đầu Cổ Tu Lý)
Lồng tiếng bởi: Horie Yui
Fuwa Hyōka (不破 氷菓 Bất Phá Băng Quả)
Lồng tiếng bởi: Gotō Saori
Anna Nishikinomiya (アンナ・錦ノ宮 Anna Cẩm Cung)
Lồng tiếng bởi: Matsuki Miyu
Onigashira Keisuke (鬼頭 慶介 Quỷ Đầu Khánh Giới)
Gōriki Raiki (轟力 雷樹 Oanh Lực Lôi Thụ)
Lồng tiếng bởi: Miyake Kenta
Tsukimigusa Oboro (月見草 朧 Nguyệt Kiến Thảo Lông)
Lồng tiếng bởi: Uesaka Sumire
Nuregoromo Yutori (濡衣 ゆとり Nhu Y Yutori)
Kajō Nadeshiko (華城 撫子 Hoa Thành Mô Tử)
Ichinose Takuma (一ノ瀬 琢磨 Nhất Lại Trác Ma) Itadaki no Shiro (頂の白 "Đỉnh Trắng")
Rabu Mashīn (羅武マシーン Love Machine)
Nishikinomiya Matsukage (錦ノ宮 祠影 Cẩm Cung Từ Ảnh)
Sofia Nishikinomiya (ソフィア・錦ノ宮 Sofia Cẩm Cung)
Lồng tiếng bởi: Ohara Sayaka
Okuma Ranko (奥間 爛子 Áo Gian Lạn Tử)
Binkan-chan (びんかんちゃん)
Lồng tiếng bởi: Ogura Yui

## Truyền thông

### Light novel
Tập light novel đầu tiên được Shogakukan xuất bản vào ngày 18 tháng 7 năm 2012 dưới ấn hiệu Gagaga Bunko của họ. Tính đến tháng 6 năm 2015, có chín tập đã được xuất bản.
| # | Ngày phát hành       | ISBN              |
| - | -------------------- | ----------------- |
| 1 | 18 tháng 7 năm 2012  | 978-4-09-451352-3 |
| 2 | 20 tháng 11 năm 2012 | 978-4-09-451376-9 |
| 3 | 18 tháng 4 năm 2013  | 978-4-09-451407-0 |
| 4 | 20 tháng 8 năm 2013  | 978-4-09-451432-2 |
| 5 | 17 tháng 1 năm 2014  | 978-4-09-451463-6 |
| 6 | 20 tháng 5 năm 2014  | 978-4-09-451485-8 |
| 7 | 18 tháng 9 năm 2014  | 978-4-09-451511-4 |
| 8 | 18 tháng 2 năm 2015  | 978-4-09-451536-7 |
| 9 | 18 tháng 6 năm 2015  | 978-4-09-451555-8 |

### Anime
Một bản chuyển thể anime dài tập do hãng J.C.Staff thực hiện đã bắt đầu phát sóng vào tháng 7 năm 2015. Bộ anime này đã được hãng AnimeLab cấp phép tại Úc và New Zealand đang chiếu trực tuyến đồng thời qua đài phát thanh và đài truyền hình trên trang web của họ vì nó được phát sóng tại Nhật Bản.

#### Danh sách tập phim
| Tập | Tựa đề                                                                             | Ngày công chiếu     |
| --- | ---------------------------------------------------------------------------------- | ------------------- |
| 1   | "Kōjoryōzoku wa ta ga tame ni?" (公序良俗は誰が為に？)                             | 4 tháng 7 năm 2015  |
| 2   | "Ninshin no nazo" (妊娠のなぞ)                                                     | 11 tháng 7 năm 2015 |
| 3   | "Hito no aishi-kata" (人の愛し方)                                                  | 18 tháng 7 năm 2015 |
| 4   | "Sekai iwaku, ai wa seigi" (世界いわく、愛は正義)                                  | 25 tháng 7 năm 2015 |
| 5   | "Shimoneta tero wa ta ga tame ni?" (下ネタテロは誰が為に？)                        | 1 tháng 8 năm 2015  |
| 6   | "Tezukuri no nuku mori!" (手作りのぬくもり！)                                      | 8 tháng 8 năm 2015  |
| 7   | "SOX ga tsukuri shi mono" (SOXが作りし者)                                          | 15 tháng 8 năm 2015 |
| 8   | "Akuma ga ki tari te hora o fuku" (悪魔が来たりてホラを吹く)                       | 22 tháng 8 năm 2015 |
| 9   | "Andoroido wa denki anma no yume o miru ka" (アンドロイドは電気アンマの夢を見るか) | 29 tháng 8 năm 2015 |
| 10  | "Jī-kyū kuesuto" (ジイ級クエスト)                                                  | 5 tháng 9 năm 2015  |
| 11  | "Tekuno bureiku" (テクノブレイク)                                                  | 12 tháng 9 năm 2015 |
| 12  | "Shimoneta yo eien ni" (下ネタよ永遠に)                                            | 19 tháng 9 năm 2015 |